# Chlorobyrrhulus metallicus
Chlorobyrrhulus metallicus is een keversoort uit de familie pilkevers (Byrrhidae). De wetenschappelijke naam van de soort is voor het eerst geldig gepubliceerd in 1865 door Chevrolat.